# Country Rock (album)
Albums de Eddy Mitchell
La Même Tribu, volume 2
(2018) Amigos
(2024)
Singles
1. Un petit peu d'amour
Sortie : 23 septembre 2021 (single streaming)[1] / 19 novembre 2021 (single vinyle édition limitée)[2]
2. Les Blessures d'amour
Sortie : 18 novembre 2021

Country Rock est le trente-neuvième album studio d'Eddy Mitchell. Il sort le 19 novembre 2021 sous le label Polydor Universal. L'album est coréalisé par Pierre Papadiamandis et Alain Artaud.

## Histoire
La chanson Un petit peu d'amour évoque son amitié avec Johnny Hallyday.

## Liste des titres
| No  | Titre                                            | Paroles                   | Musique                                              | Durée |
| --- | ------------------------------------------------ | ------------------------- | ---------------------------------------------------- | ----- |
| 1.  | Un petit peu d'amour                             | Claude Moine              | Pierre Papadiamandis                                 | 4'17  |
| 2.  | Né dans le ghetto                                | Claude Moine              | Pierre Papadiamandis                                 | 4'14  |
| 3.  | Ma star de mes nuits (Stardust)                  | Claude moine (adaptation) | Mitchell Parish, Hoagy Carmichael - Hoagy Carmichael | 4'02  |
| 4.  | Garde tes nerfs                                  | Claude Moine              | Calogero                                             | 4'33  |
| 5.  | Icône oubliée                                    | Claude Moine              | Pierre Papadiamandis                                 | 4'26  |
| 6.  | Que viva Las Vegas                               | Claude Moine              | Pierre Papadiamandis                                 | 3'18  |
| 7.  | Droite dans tes bottes                           | Claude Moine              | Michel Amsellem                                      | 3'45  |
| 8.  | C'est la vie, fais-la belle (You Never Can Tell) | Claude Moine (adaptation) | Chuck Berry                                          | 3'00  |
| 9.  | Roulette russe                                   | Claude Moine              | Pierre Papadiamandis                                 | 3'28  |
| 10. | Les blessures d'amour                            | Claude Moine              | Pierre Papadiamandis                                 | 4'01  |
| 11. | Je suis comme toi                                | Claude Moine              | Pierre Papadiamandis                                 | 3'28  |
| 12. | Ne parle pas de moi                              | Claude Moine              | Michel Gaucher                                       | 3'31  |

En 2022 parait une édition limitée proposant quatre titres en bonus :
- Tomber en amour est l'adaptation française d'un titre de Nat King Cole.
- Le pays d'où je viens est la reprise de la chanson de Gilbert Bécaud extraite du film de Marcel Carné au titre éponyme.
- Et bâiller et dormir et Si ma vie recommençait sont deux reprises d'Eddie Constantine.

| No  | Titre                  | Paroles          | Musique         | Durée |
| --- | ---------------------- | ---------------- | --------------- | ----- |
| 13. | Tomber en amour        |                  |                 | 2'49  |
| 14. | Le pays d'où je viens  | Louis Amade      | Gilbert Bécaud  | 3'02  |
| 15. | Et bâiller et dormir   | Charles Aznavour | Jeff Davis      | 3'48  |
| 16. | Si ma vie recommençait | Bernard Michel   | Philippe-Gérard | 3'03  |

## Musiciens
Bernie Dresel : batterie
Laurent Vernerey : basse, contrebasse
Charlie McCoy : harmonica, vibraphone
Russ Hicks : pedal steel guitar
Jean-Yves Lozac'h : pedal steel guitar
Basile Leroux : guitare acoustique, guitare électrique, dobro
Bill Payne (en) : claviers, piano
Michel Amsellem : piano
Jean-Yves D'Angelo : pianos électriques Wurlitzer et Fender Rhodes
Michel Gaucher : saxophone ténor
Pierre d'Angelo : saxophone baryton
Christian Martinez : trompette, bugle
Éric Mula : trompette, bugle
Loïca Kunstlich, Frédérike Schieste, Jean-Yves Amusan, Yannick Claire : chœurs